# Cerro Curon
Il Cerro Curon (nome in spagnolo traducibile come Colle Curon) è un monte della Cordigliera della Costa situato nel deserto di Atacama in Cile, regione di Antofagasta.